# Zgrada Zadružnog saveza u Splitu
Zgrada Zadružnoga saveza u Splitu, Hrvatska, najznačajnije je djelo u arhitektonskom opusu splitskog graditelja i planera Petra Senjanovića (1876. – 1955.). Građena je od 1912. do 1918.. U prvoj fazi gradnje (1912. – 1914.) zgrada je imala oblik slova „L“, a dogradnjom sjevernog krila u drugoj fazi gradnje (1916. – 1918.) dobiva oblik slova „U“. Građevina je velika trokatnica s visokim četverostrešnim krovištem s pokrovom od kupe kanalice. Glavno ulično pročelje starijeg dijela obloženo je kamenim kvadrima, a novije krilo potpuno je sagrađeno u kamenu dok su stražnja pročelja ožbukana. Zgrada Zadružnog saveza važna je u pregledu splitske i hrvatske arhitekture secesije. Ima visoke arhitektonske, te ambijentalne i urbanističke vrijednosti i primjer je arhitekture s početka 20. stoljeća koja je uspješno uskladila tradicionalnu funkcionalnost i secesijsku dekorativnost. Ujedno je i najznačajnije arhitektonsko djelo u opusu Petra Senjanovića, istaknutog graditelja modernoga Splita.
U neposrednoj blizini zgrade je još nekoliko zaštićenih zgrada pod zaštitom ministarstva kulture. Na istoku, s druge strane Livanjske ulice, je Vila Plevna, a na zapadu je zgrada Osnovne škole Manuš-Dobri. 

## Galerija
- Pogled sa sjeverozapada
- Pogled sa sjeveroistoka
- U prvom planu je zgrada Osnovne škole Manuš-Dobri, u pozadini je zgrada Zadružnog saveza

## Zaštita
Pod oznakom Z-7078 zavedena je kao nepokretno kulturno dobro - pojedinačno, pravna statusa zaštićena kulturnog dobra, klasificiranog kao javna građevina.